# Saint-Julien-des-Landes
Saint-Julien-des-Landes és un municipi francès situat al departament de Vendée i a la regió de País del Loira. L'any 2007 tenia 1.289 habitants.

## Demografia

### Població
El 2007 la població de fet de Saint-Julien-des-Landes era de 1.289 persones. Hi havia 515 famílies de les quals 110 eren unipersonals (55 homes vivint sols i 55 dones vivint soles), 212 parelles sense fills, 177 parelles amb fills i 16 famílies monoparentals amb fills.
La població ha evolucionat segons el següent gràfic:
Habitants censats

### Habitatges
El 2007 hi havia 637 habitatges, 530 eren l'habitatge principal de la família, 85 eren segones residències i 22 estaven desocupats. 634 eren cases i 3 eren apartaments. Dels 530 habitatges principals, 424 estaven ocupats pels seus propietaris, 102 estaven llogats i ocupats pels llogaters i 4 estaven cedits a títol gratuït; 1 tenia una cambra, 12 en tenien dues, 76 en tenien tres, 183 en tenien quatre i 258 en tenien cinc o més. 456 habitatges disposaven pel capbaix d'una plaça de pàrquing. A 228 habitatges hi havia un automòbil i a 278 n'hi havia dos o més.

### Piràmide de població
La piràmide de població per edats i sexe el 2009 era:
| Homes | Edats   | Dones |
| ----- | ------- | ----- |
| 0     | 95 o +  | 0     |
| 0     | 90 a 94 | 4     |
| 12    | 85 a 89 | 12    |
| 4     | 80 a 84 | 4     |
| 20    | 75 a 79 | 16    |
| 40    | 70 a 74 | 32    |
| 20    | 65 a 69 | 40    |
| 40    | 60 a 64 | 40    |
| 28    | 55 a 59 | 24    |
| 44    | 50 a 54 | 20    |
| 40    | 45 a 49 | 32    |
| 48    | 40 a 44 | 32    |
| 40    | 35 a 39 | 44    |
| 32    | 30 a 34 | 40    |
| 36    | 25 a 29 | 16    |
| 28    | 20 a 24 | 44    |
| 20    | 15 a 19 | 24    |
| 68    | 10 a 14 | 48    |
| 32    | 5 a 9   | 24    |
| 12    | 0 a 4   | 16    |

## Economia
El 2007 la població en edat de treballar era de 799 persones, 616 eren actives i 183 eren inactives. De les 616 persones actives 585 estaven ocupades (320 homes i 265 dones) i 31 estaven aturades (10 homes i 21 dones). De les 183 persones inactives 101 estaven jubilades, 36 estaven estudiant i 46 estaven classificades com a «altres inactius».

### Ingressos
El 2009 a Saint-Julien-des-Landes hi havia 543 unitats fiscals que integraven 1.338 persones, la mediana anual d'ingressos fiscals per persona era de 17.527 €.

### Activitats econòmiques
Dels 57 establiments que hi havia el 2007, 2 eren d'empreses alimentàries, 4 d'empreses de fabricació d'altres productes industrials, 11 d'empreses de construcció, 8 d'empreses de comerç i reparació d'automòbils, 8 d'empreses d'hostatgeria i restauració, 5 d'empreses financeres, 4 d'empreses immobiliàries, 7 d'empreses de serveis, 5 d'entitats de l'administració pública i 3 d'empreses classificades com a «altres activitats de serveis».
Dels 14 establiments de servei als particulars que hi havia el 2009, 1 era una oficina bancària, 1 taller de reparació d'automòbils i de material agrícola, 2 paletes, 1 guixaire pintor, 2 fusteries, 2 lampisteries, 1 electricista, 1 empresa de construcció, 1 perruqueria, 1 restaurant i 1 agència immobiliària.
Dels 3 establiments comercials que hi havia el 2009, 2 eren fleques i 1 una llibreria.
L'any 2000 a Saint-Julien-des-Landes hi havia 25 explotacions agrícoles que ocupaven un total de 1.840 hectàrees.

## Equipaments sanitaris i escolars
L'únic equipament sanitari que hi havia el 2009 era una farmàcia.
El 2009 hi havia una escola elemental.

## Poblacions més properes
El següent diagrama mostra les poblacions més properes.